# اصل کاری
اصل کاری (به کره‌ای: 진짜가 나타났다!; انگلیسی: The Real Deal) یک مجموعه تلویزیونی کره جنوبی سال ۲۰۲۳ با بازی بک جین هی، آن جه-هیون، چا جو یونگ و جونگ یی جه است. این مجموعه از ۲۵ مارس ۲۰۲۳، روزهای شنبه و یکشنبه ساعت ۱۹:۵۵ (کی‌اس‌تی) از کی‌بی‌اس۲ برای ۵۰ قسمت پخش شد. این مجموعه همچنین برای استریم در ویکی و ویو در مناطق منتخب قابل دسترسی است.
این مجموعه در ۱۰ سپتامبر ۲۰۲۳ به پایان رسید و به آمار بینندگان ۲۲٫۹٪ برای قسمت پایانی دست یافت